# Pararchidendron
Pararchidendron là một chi thực vật có hoa trong họ Đậu.